# Stazione di Torano
La stazione di Torano era una stazione ferroviaria posta sulla ferrovia Marmifera Privata di Carrara al servizio del bacino marmifero di Torano, a Carrara nell'area del parco naturale regionale delle Alpi Apuane. Era configurata come stazione di diramazione per i tracciati per Piastra e Tarnone.

## Storia
La stazione venne inaugurata il 19 agosto 1876, in concomitanza all'apertura al servizio dei primi due tronchi della ferrovia. Torano all'epoca della sua inaugurazione non era stata configurata come stazione di diramazione, ma semplicemente come stazione passante per Piastra, in quanto mancava ancora l'allacciamento con Tarnone e con i bacini di escavazione di Colonnata, realizzato il 15 maggio del 1890. Da tale data la stazione divenne di diramazione per Tarnone e da lì fino a Colonnata e Ravaccione.
Venne soppressa il 15 maggio 1964 a causa della chiusura dell'intera infrastruttura dovuta alla concorrenza del traffico su gomma.

## Strutture e impianti
La stazione disponeva di un fabbricato di servizio da dove si gestiva il traffico sul tratto di linea e di tre binari, uno passante della linea e gli altri due di scalo. Nei pressi della stazione vi era un impianto per la lavorazione dei blocchi di marmo, al 2014 ancora esistente ma dismesso e in abbandono.

## Movimento
La stazione venne interessata, nei suoi anni di servizio, dal solo traffico merci in quanto sulla linea non si effettuava servizio passeggeri regolare.